# パコ2CH あ・きすとぜねこ
『パコ2CH あ・きすとぜねこ』（パコパコチャンネル あきすとぜねこ）は、1990年4月2日から1992年3月19日まで東海テレビで放送されていた情報バラエティ番組。1991年7月1日放送分からは『パコパコチャンネル 情・報・発・信・局』（パコパコチャンネル じょうほうはっしんきょく）と題して放送されていた。放送時間は毎週月曜 - 金曜 17:30 - 18:00（日本標準時）、東海テレビ本社旧社屋にあったスタジオならびに東海3県各地からの生放送。

## 概要
当時高校生であったいちご世代（団塊ジュニア）に向けて放送されていた平日夕方の帯番組である。司会ならびに企画立案は、当時東海テレビのアナウンサーであった磯野正典が担当。ほか、様々なミュージシャンやタレントたちが日替わりキャスターを務めていた。
当初のコンセプトは「いちご世代対象の報道番組」で、高校生たちが興味を抱きにくい（と番組側が考えていた）環境問題や社会情勢などを話題に取り上げ、彼らにも世の中の事について興味を持って考えてもらう番組を目指していた。また、思春期特有の心の問題についても取り上げるようにしていた。しかし、番組は放送開始からわずか1か月で視聴者参加型の情報バラエティ番組へとリニューアル。東海3県在住の高校生たちを出演者やスタッフに起用し、より彼らの日常生活と密接したライトな番組作りを志向するようになった。以来、大人の出演者たちと高校生出演者たちによる情報トークとバラエティ企画が主軸になっていった。ちなみにコンセプトの変更以後、番組ディレクターほか主要スタッフは全員アロハシャツや番組オリジナルTシャツを着て番組制作に臨んでいたとのことであるが、この制度は『パコパコチャンネル』への改題とともに廃止された。
改題後もしばらくは『あ・きすとぜねこ』時代の延長のような内容で放送されていたが、番組全体のプロデュースに携わっていた司会の磯野が1991年秋に降板。さらには、高校生出演者たちも同年10月2日放送分をもって全員降板した。それを機に番組そのものの内容も変わり、以後は放送開始時のようなバラエティ番組色を抑えた内容へと戻り、報道番組にシフトしていった。それに伴い東海3県からの中継放送も取り止められ、東海テレビ本社のニューススタジオからの放送となった（直後に始まる『FNN東海テレビスーパータイム』でも使用）。それから半年で番組は終了し、合わせて2年に及ぶ放送に幕を閉じた。なお、番組は週5日間の帯で放送されていたが、番組最後の週に関しては金曜日が祝日（春分の日）であったことから、木曜日が最終回の放送日となった。

## 出演者

### 司会
- 磯野正典（当時東海テレビアナウンサー） - 司会のみならず、チームあ・きすとぜねこのメンバーによるオリジナルソングCDも手掛けるなど、番組全体のプロデュースに携わっていた。『パコパコチャンネル』時代の途中で降板。

### 日替わりキャスター
月曜・水曜・木曜・金曜は毎回1人のキャスターによる固定出演制で、火曜のみが吉田・ちわき・うじきの3人による輪番出演制であった。しかし、火曜も最終的にはうじきのみが出演する固定出演制へと移行した。このほか、あ・きすとボーイズのメンバー2人が火曜のキャスターを務めていた時期もある。
- 和泉修 - 1990年4月から出演。月曜担当。
- 吉田建 - 1990年4月から出演。火曜担当。
- ちわきまゆみ - 1990年4月から出演。火曜担当。
- うじきつよし - 1990年4月から出演。火曜担当。
- 関ゆみ子 - 1990年4月から出演。水曜担当[9]。
- 久宝留理子 - 1991年6月から出演。水曜担当。
- 今井智子 - 1990年4月から出演。木曜担当。
- 筒井由美子 - 1991年4月から出演。木曜担当。
- 清田益章 - 1990年4月から出演。金曜担当。
- 斉藤希成 - 金曜担当。
- 吉田容子 - 金曜担当。
- 芝田吾朗 - 1991年4月から同年9月まで出演。金曜担当。

### コメンテーター
- 石坂啓 - 1991年10月の番組再リニューアル後に出演[10]。担当曜日不詳。

### 一般からの参加者
- チームあ・きすとぜねこ - メンバーはいずれも地元の高校に通う女子高生で、日替わりで番組に出演していた。また、番組が企画したオリジナルソングCDの歌唱を担当し、その曲の披露のために東海ラジオ主催のイベントに参加したりと、女性アイドルグループのような活動も展開していた。関連書籍『あきすとぜねこの本』によると、メンバーの総数は同書執筆時点で150人で、6期生までいたとのことである。
- あ・きすとボーイズ - チームあ・きすとぜねこの男子高校生版で、こちらはスポーツ関係のバラエティ企画を担当することが多かった。特筆すべきは火曜のメンバーで、彼らは大人のキャスターたちとともに日替わりキャスターを務めていた。

## スタッフ
- 構成：斉藤敏明[11]
- ディレクター：相沢一中（月曜）、家田和哉（月曜）、河合誠（火曜）、房安秀和（火曜）、児島智（水曜）、山本聡美（木曜[注 1]）、野瀬義仁（金曜）、寺澤和江（金曜）[12]
- チーフディレクター：牧ヶ野英生[12]
- この他にも、企画立案と取材を担当するキスねこ隊という高校生登録スタッフが大勢いた。『あきすとぜねこの本』によると、登録者数は同書執筆時点で5,000人ほどに達していたとのことである。

## 番組企画
放送開始告知イベント
放送開始直前の1990年4月1日には、前年夏に完成したばかりの金山総合駅で番組の放送開始告知イベントを開催。このイベントでは、清田益章による超能力ライブなどが行われた。また、当時しろとりセブンのメンバーであった鉄崎幹人らも参加した。
スタジオ外からの生放送
この番組は、スタジオ外からの生放送をよく行っていた。特に夏休みの時期においては1週間続けて行うのが恒例になっており、1990年7月には南知多町内海からの、同年8月には茶臼山からの、1991年8月には伊良湖ガーデンホテルからの1週間生放送を敢行した。
パロディ特番
1990年12月24日には、当時東海テレビでも放送されていた『なるほど!ザ・ワールド』そのままの内容のパロディ特番『なるほど・ザ・あ・きすとぜねこ 冬の祭典スペシャル』を放送した。司会はうじきつよしとチームあ・きすとぜねこの代表者1人が務めた。
オリジナルソングCD
1991年4月21日には、チームあ・きすとぜねこのメンバーが歌うオリジナルソングCD『恋の占い あ・きすとぜねこ』をリリースした。それに伴い、同曲のプロモーションビデオの撮影と東海テレビの音楽番組『音もダチだぜ!気分はSession』での宣伝も行われた。同年5月3日には、彼女たちが東海ラジオ主催の『名古屋わんぱく祭り』に参加し、若宮大通公園特設会場で同曲ほか2曲（計3曲）のオリジナルソングを披露した。

## 番組グッズ
あ・きすとぜねこ新聞
番組が希望者に配布していた印刷物で、番組の裏話と磯野による手記と視聴者投稿コーナーを掲載。編集長は金曜のキャスターを務めていた吉田容子で、公称発行部数は15,000部。
恋の占い あ・きすとぜねこ
（1991年4月21日発売、歌：チームあ・きすとぜねこ、作詞：磯野正典、作曲：うじきつよし、編曲：岩田光司、発売元：ポニーキャニオン）
番組が企画したオリジナルソングCDで、後期のオープニングテーマに使われていた。歌唱はメンバー全員ではなく、メンバーの中から選ばれた15人が担当。このCDはレコード店で一般販売され、栄の玉音堂週間ベスト売上でベスト3入りを果たした。また、東海テレビのみで放送のローカル番組が企画したCDであるのにもかかわらず、なぜか新宿のレコード店でもテレビテーマ曲部門ベスト10入りを果たした。
あきすとぜねこの本 パコパコチャンネル
（1991年9月25日発行、著者：磯野正典、発行所：名古屋流行発信、ISBN 4-89040-006-0）
いわゆる番組本で、出演者とスタッフそれぞれの手記と対談記事を掲載している。また、番組制作の流れを写真付きで解説したページもある。愛知県図書館、名古屋市鶴舞中央図書館、豊田市中央図書館、碧南市民図書館、各務原市立中央図書館に所蔵。なお、書名は書誌情報に登録されている名称で、実際の表紙タイトルは『パコパコチャンネル あきすとぜねこの本』である。
その他のオリジナルグッズ
番組生放送の見学者と取材への協力者には、イラスト入りのポーチやハンカチやノート、チームあ・きすとぜねこのメンバーとスタッフも着用していたTシャツやトレーナーなどのオリジナルグッズをプレゼントしていた。これらは非売品で、店頭での販売も通信販売も行われなかった。